# رود حله
رودخانه حله رودخانه‌ای دائمی است که از محل جنوب شرقی شهر آب‌پخش (یا شمال غرب روستای درودگاه) با تلاقی دو رود دالکی و شاپور پس از عبور از جنوب شهرستان گناوه استان بوشهر به خلیج فارس می‌ریزد. در دوره هخامنشی نام این رودخانه «گرانیس» بوده‌است.
شاخه اصلی آن مستقیماً به دریا می‌ریزد اما شاخه جنوبی این رودخانه از شمال شرق روستای کره بند تالاب حله را تشکیل می دهد و پس از آن سرریز آب آن وارد دریا می‌شود. این تالاب در سال ۱۳۴۳ بر اثر طغیان رودخانه و نفوذ مسیر قبلی به درون زمین‌های اطراف تشکیل شده‌است.